# El cartero (novela)
El cartero (en el inglés original, The Postman) es una novela posapocalíptica escrita por el autor estadounidense David Brin en 1985. 
La acción transcurre en el estado de Oregón (Estados Unidos) en el siglo XXI, después de la Tercera Guerra Mundial que ha arrasado el planeta. 
La novela se inicia cuando Gordon Krantz, un exsoldado que vagabundea desde el fin de la guerra, tratando de sobrevivir, tropieza con el cadáver de un antiguo cartero del Servicio Postal de los Estados Unidos, muerto en acto de servicio cuando repartía sus sacas de correspondencia. A Gordon se le ocurre ocupar el puesto del cartero para dar esperanzas a las comunidades dispersas amenazadas por los señores de la guerra locales, con promesas vacías de ayuda de los "Restaurados Estados Unidos de América". Las dos primeras partes se publicaron por separado como "El cartero" (1982) y "Cíclope" (1984). Ambas fueron nominadas para un premio Hugo a la mejor novela corta. La novela completa obtuvo el premio John W. Campbell Memorial en 1986. También fue nominada para el premio Nébula a la mejor novela corta.
En 1997, se realizó una adaptación cinematográfica, protagonizada por Kevin Costner, a partir de la novela.